# Coleophora orenburgella
Coleophora orenburgella is een vlinder uit de familie kokermotten (Coleophoridae). De wetenschappelijke naam is voor het eerst geldig gepubliceerd in 2007 door Giorgio Baldizzone & Jukka Tabell.

## Type
- holotype: "male, 16-VI-1996, leg. K. Nupponen, J.-P. Kaitila, J. Junnilainen & M. Ahola. genitalia slide JT 2173"
- instituut: collectie Junnilainen, Vantaa, Finland.
- typelocatie: "Russia, S-Ural, Cheliabinsk district, Arkaim re- serve near Amurskii village"

De soort komt voor in Europa.